# Annonciation Bartolini Salimbeni

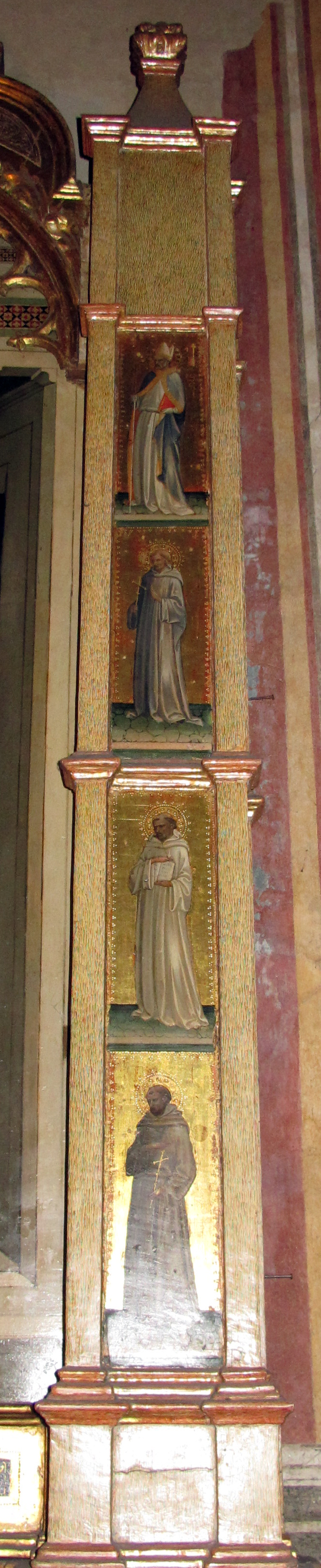
Pilastre de droite

L'Annonciation Bartolini Salimbeni est un retable de Lorenzo Monaco exposé sur l'autel de la chapelle Bartolini Salimbeni, quatrième chapelle de la droite de la nef de la basilique Santa Trinita à Florence. 
Elle s'inscrit dans le cycle de fresques des épisodes de la « Vie de la Vierge » du même peintre, réalisées vers 1420, qui sont un des meilleurs exemples du style de l'école florentine du Quattrocento passant de la peinture byzantine aux innovations de la pré-Renaissance. Elle complète le cycle de scènes non présentes dans les fresques.

## Iconographie
Le panneau principal est une Annonciation dans la tradition florentine : ange annonciateur à gauche visitant la Vierge devant sa maison, Vierge annoncée à droite surprise dans sa lecture, milice céleste en témoins en haut accompagnant Dieu le Père, rayons émanants de lui portés par le Saint-Esprit en colombe. Une colonne (Christus est columna) s'interpose entre les deux principaux protagonistes. Trois figures surmontent le tout, celles des prophètes de l'Ancien Testament (Isaïe au centre).

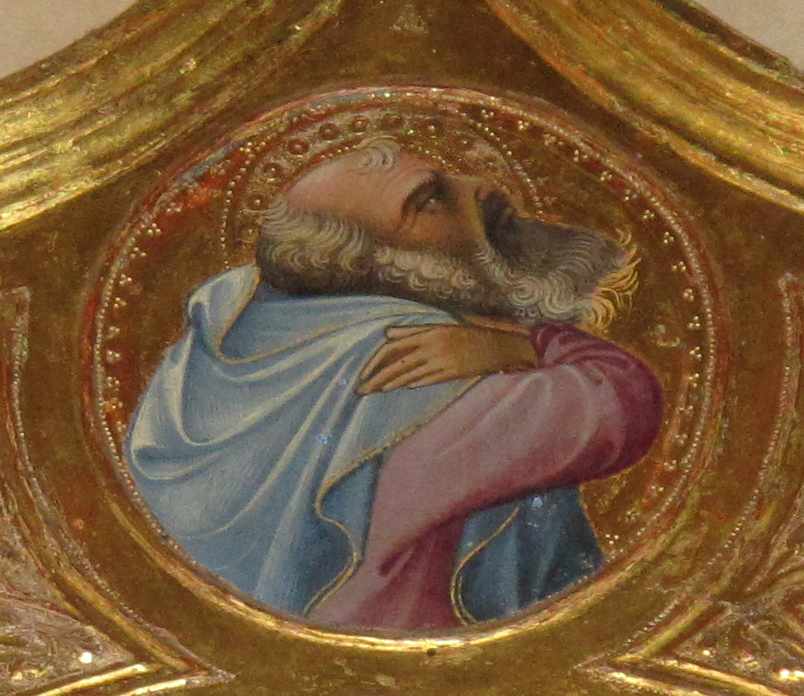
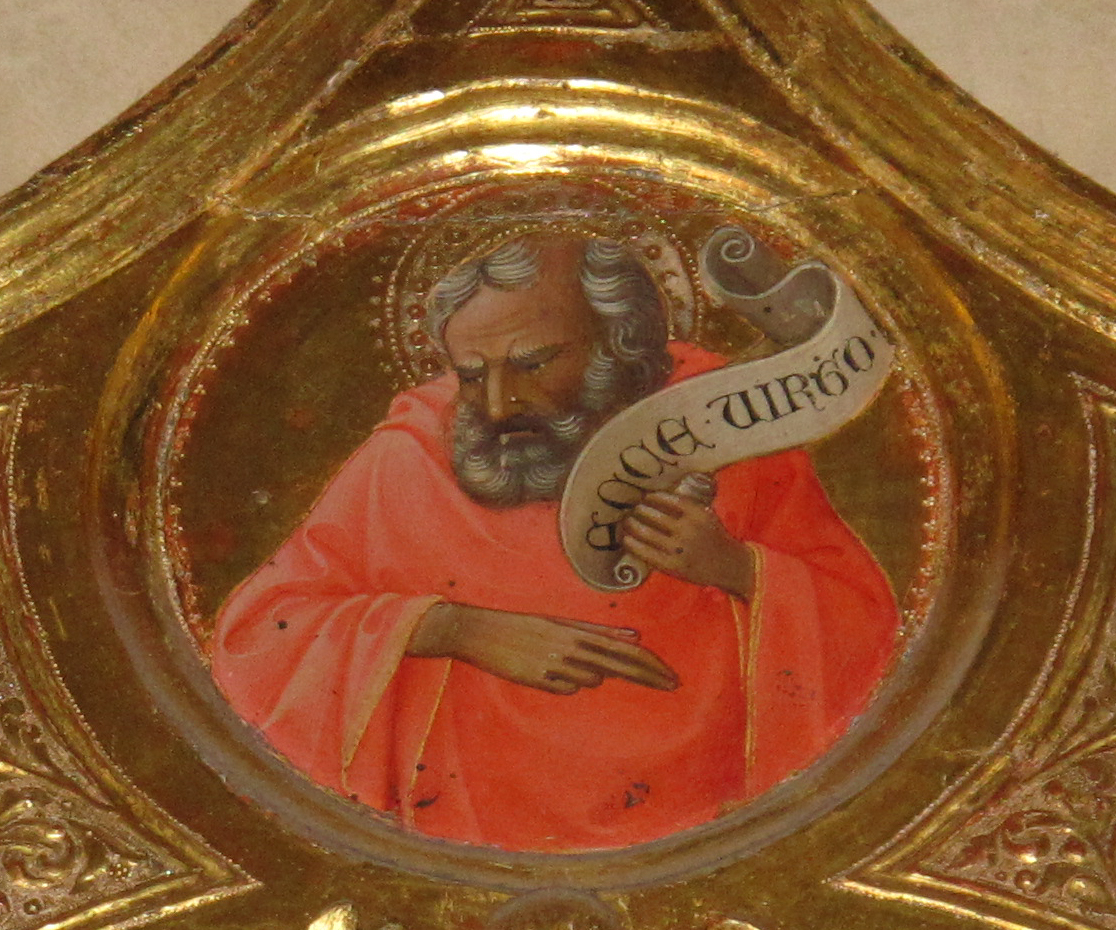
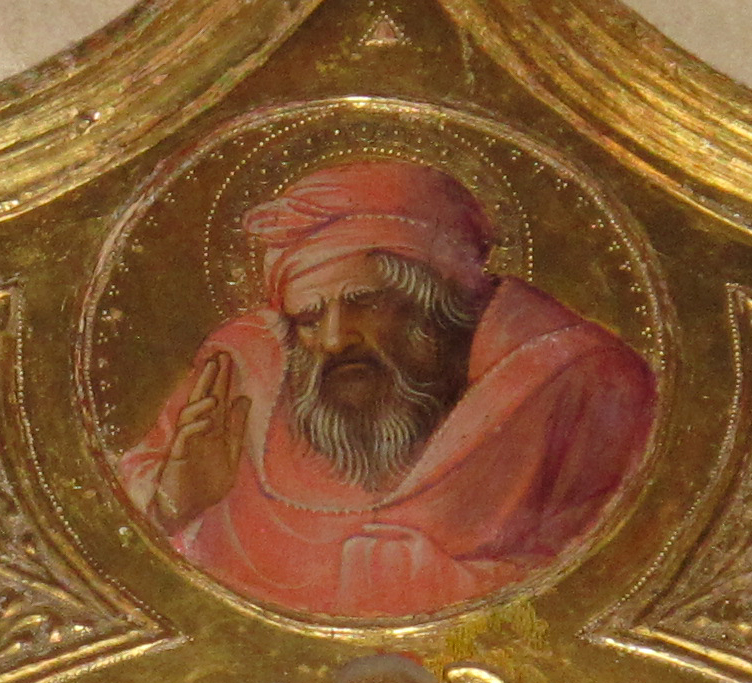

## Description
Le panneau principal de l'Annonciation est à trois cuspides à arcatures répétées dans le haut, des panneaux latéraux en pilastres portent des figures saintes (quatre présents sur les cinq emplacements de chaque côté avec, à gauche, les saints Étienne, Jérôme, Jean Gualbert, Élisabeth de Hongrie et à droite, Augustin, Bonaventure, Bernard et François).
Sous le panneau principal figure une prédelle à quatre scènes :
(de gauche à droite) : Visitation - Nativité et annonce aux bergers - Adoration des mages - Fuite en Égypte